# Angelo Mastrandrea
Angelo Mastrandrea (Sala Consilina, 30 marzo 1971) è un giornalista e scrittore italiano.

## Biografia
Dal 1999 lavora al Manifesto, quotidiano per il quale è stato redattore ordinario, inviato e responsabile degli interni. Dal 2009 al 2010 ha fatto parte del comitato di direzione del giornale; dal 4 maggio 2010, eletto dal collettivo insieme a Norma Rangeri (nominata direttore), è diventato vicedirettore, incarico che ha ricoperto fino al 31 dicembre 2012. Ha lavorato con Il Mattino di Napoli e Italia Radio, ha collaborato con numerose testate giornalistiche (La Nuova Sardegna, Metro, Metro international, Diario della settimana, Rassegna sindacale, il settimanale francese Politis) e ha fatto parte dell'associazione di giornalisti Lettera 22. I suoi reportage e inchieste sono stati pubblicati, oltre che sul Manifesto, sui settimanali Il Venerdì di Repubblica, Internazionale e L'Essenziale, e sul trimestrale Il Reportage. Attualmente scrive per Il Post. Fuori dall'Italia, suoi lavori sono stati pubblicati in Francia sul mensile Le Monde diplomatique, sul trimestrale XXI Revue, sui settimanali Politis e su Le courrier international, e in Svizzera sul periodico Area. 
Con il reportage La Food economy batte la crisi, pubblicato sul Manifesto, ha vinto il Premio Sodalitas "Giornalismo per il sociale" 2014.

## Le opere
Per il Manifesto ha curato le raccolte di racconti Made in Italy e I rifugi della sinistra e ha realizzato il periodico La sinistra enigmistica. Ha curato la raccolta di racconti Italia underground (Teti editore, 2009), contenente opere di Gianni Biondillo, Riccardo Brun, Miahi Mircea Butcovan, Ascanio Celestini, Ivan Della Mea, Marco Dotti, Duka, Valerio Evangelisti, Roberto Ferrucci, Ermanno Gallo, Lisa Ginzburg, Vincenzo Latronico, Giulio Laurenti, Stefano Liberti, Angelo Mastrandrea, Giorgio Michelangeli, Manolo Morlacchi, Paolo Nori, Laura Oliva, Marco Philopat, Francesca Pilla, Tiziana Rinaldi Castro, Daniele Scaglione, Andrea Scarabelli, Igiaba Scego e Paola Watts, e scritto Il trombettiere di Custer e altri migranti (Ediesse 2010). Un suo racconto, Il paese immobile, è stato pubblicato sulla rivista Animals. Nel 2012 ha scritto la prefazione a L'occhio svelto, lo sguardo facile di Federico Cartelli (Edizioni Grifo) e a Una pietra sul passato di Carlo Ruggiero (Ediesse). A marzo 2014 è uscito Il paese del sole (Ediesse), un lungo reportage narrativo nel sud Italia al tempo della Grande Depressione. Nel 2015 ha curato l'ebook Grecia-Europa, cambiare è possibile? (il manifesto/Sbilanciamoci) e ha pubblicato Lavoro senza padroni, libro-inchiesta sulle fabbriche recuperate in Europa (Baldini&Castoldi), finalista al Premio Biella "Letteratura e industria" 2016. Nel 2017 ha ricostruito la storia dell'archivio del fotografo Mario Dondero nel libro Dov'è Dondero? (Circolo culturale Menocchio) e ha partecipato con un suo racconto sul caso della Moby Prince al libro Naufragi (Il Saggiatore). Nel 2019 ha scritto la storia della brigantessa Ciccilla nel libro-cd di Andrea Del Monte Brigantesse. Storie d'amore e di fucile (Ponte Sisto). A novembre 2019 è uscito il libro Il calabrese che emigrò a Macondo (Le calabrais qui émigra à Macondo) nella collana Le bilingues dell'editore francese Meet (distribuito da Verdier). A luglio 2020 ha pubblicato L'ultimo miglio (Manni editore), un viaggio nel mondo della logistica, finalista al Premio Biella "Letteratura e industria" 2022. A dicembre 2022 è uscito in libreria Il vento spazza la polvere (Castelvecchi), un reportage sulla conversione della centrale a carbone di Civitavecchia. Nel 2023 ha scritto il racconto ‘Lady Diana’ nel libro-cd del cantautore Andrea Del Monte Rebus Banksy. L’uomo dall’arte ribelle (Ensemble).